# Kapellen, Steiermark
Kapellen är en ort i kommunen Neuberg an der Mürz i distriktet Bruck-Mürzzuschlag i förbundslandet Steiermark i Österrike. 
Kapellen var tidigare en självständig kommun, men blev 1 januari 2015 en del av Neuberg an der Mürz.
Kommunen bestod av tre orter (Ortschaften) (inom parentes invånarantal 1 januari 2024):
- Kapellen (406)
- Raxen (45)
- Stojen (135)